# Risco biotecnológico
O risco biotecnológico é uma forma de risco existencial que pode vir de fontes biológicas, como agentes biológicos geneticamente modificados. A origem de um patógeno de alta consequência pode ser uma liberação deliberada (na forma de bioterrorismo ou armas biológicas), uma liberação acidental ou um evento natural.
Um capítulo sobre biotecnologia e biossegurança foi publicado na antologia Global Catastrophic Risks de 2008 de Nick Bostrom, que cobriu riscos inclusive como agentes virais. Desde então, novas tecnologias como CRISPR e unidades genéticas foram introduzidas.
Segundo Teixeira, P. e Valle, S. da Fundação Oswaldo Cruz. Biossegurança é o conjunto de ações voltadas para a prevenção, minimização ou eliminação de riscos inerentes às atividades de pesquisa, produção, ensino, desenvolvimento tecnológico e prestação de serviços, visando à saúde do homem, dos animais, a preservação do meio ambiente e a qualidade dos resultados
Embora a capacidade de projetar patógenos deliberadamente tenha sido restrita a laboratórios de ponta administrados por pesquisadores de ponta, a tecnologia para conseguir isso (e outras façanhas surpreendentes da bioengenharia) está rapidamente se tornando mais barata e mais difundida. Tais exemplos incluem a diminuição do custo de sequenciamento do genoma humano (de US$ 10 milhões para US$ 1.000), o acúmulo de grandes conjuntos de dados de informações genéticas, a descoberta dos drives de genes e a descoberta do CRISPR.

## Mutações de ganho de função
Os patógenos podem ser geneticamente modificados intencionalmente ou não para alterar suas características, incluindo virulência ou toxicidade. Quando intencionais, essas mutações podem servir para adaptar o patógeno a um ambiente laboratorial, entender o mecanismo de transmissão ou patogênese, ou no desenvolvimento de terapêuticas. Tais mutações também têm sido usadas no desenvolvimento de armas biológicas, e o risco de uso duplo continua sendo uma preocupação na pesquisa de patógenos. A maior preocupação está frequentemente associada a mutações de ganho de função, que conferem funcionalidade nova ou aumentada, e o risco de sua liberação. A pesquisa de ganho de função em vírus vem ocorrendo desde a década de 1970 e ganhou notoriedade depois que as vacinas contra a gripe foram transmitidas em série por hospedeiros animais. 

#### Varíola
Um grupo de pesquisadores australianos alterou involuntariamente as características do vírus da varíola do rato enquanto tentava desenvolver um vírus para esterilizar roedores como meio de controle biológico de pragas. O vírus modificado tornou-se altamente letal mesmo em camundongos vacinados e naturalmente resistentes.

#### Gripe
Em 2011, dois laboratórios publicaram relatórios de triagem mutacional de vírus da gripe aviária, identificando variantes que se tornam transmissíveis pelo ar entre furões. Esses vírus parecem superar um obstáculo que limita o impacto global do H5N1 natural. Em 2012, os cientistas examinaram ainda mais mutações pontuais do genoma do vírus H5N1 para identificar mutações que permitiam a disseminação pelo ar. Embora o objetivo declarado desta pesquisa fosse melhorar a vigilância e se preparar para os vírus da gripe que apresentam risco particular de causar uma pandemia, havia uma preocupação significativa de que as próprias cepas de laboratório pudessem escapar.  Marc Lipsitch e Alison P. Galvani foram coautores de um artigo na PLOS Medicine argumentando que experimentos em que cientistas manipulam vírus da gripe aviária para torná-los transmissíveis em mamíferos merecem um escrutínio mais intenso sobre se seus riscos superam ou não seus benefícios. Lipsitch também descreveu a gripe como o "potencial patógeno pandêmico" mais assustador.

### Regulamento
Em 2014, os Estados Unidos instituíram uma moratória na pesquisa de ganho de função para influenza, MERS e SARS. Isso ocorreu em resposta aos riscos específicos que esses patógenos transportados pelo ar representam. No entanto, muitos cientistas se opuseram à moratória, argumentando que isso limitava sua capacidade de desenvolver terapias antivirais. Os cientistas argumentaram que as mutações de ganho de função eram necessárias, como adaptar o MERS a ratos de laboratório para que pudesse ser estudado.
O National Science Advisory Board for Biosecurity também instituiu regras para propostas de pesquisa usando pesquisa de ganho de função de interesse. As regras descrevem como os experimentos devem ser avaliados quanto a riscos, medidas de segurança e benefícios potenciais; antes do financiamento.
A fim de limitar o acesso para minimizar o risco de fácil acesso ao material genético de patógenos, incluindo vírus, os membros do Consórcio Internacional de Síntese de Genes solicitam patógenos regulamentados e outras sequências perigosas. Pedidos de DNA patogênico ou perigoso são verificados quanto à identidade do cliente, barrando clientes em listas de vigilância governamentais, e apenas para instituições "demonstradamente engajadas em pesquisas legítimas".

## CRISPR
Após avanços surpreendentemente rápidos na edição de CRISPR, uma cúpula internacional proclamou em dezembro de 2015 que era "irresponsável" prosseguir com a edição de genes humanos até que questões de segurança e eficácia fossem abordadas. Um dos mecanismos que o CRISPR pode causar risco existencial é através dos drives de genes, que dizem ter potencial para “revolucionar” a gestão do ecossistema. Drives de genes são uma nova tecnologia que tem potencial para fazer genes se espalharem por populações selvagens como incêndios florestais. Eles têm o potencial de espalhar rapidamente genes de resistência contra a malária, a fim de repelir o parasita da malária P. falciparum. Esses drives de genes foram originalmente projetados em janeiro de 2015 por Ethan Bier e Valentino Gantz – essa edição foi estimulada pela descoberta do CRISPR-Cas9. No final de 2015, a DARPA começou a estudar abordagens que poderiam interromper os genes se saíssem de controle e ameaçassem espécies biológicas.